# Cinetus iridipennis
Cinetus iridipennis är en stekelart som beskrevs av Amédée Louis Michel Lepeletier och Jean Guillaume Audinet Serville 1825. Cinetus iridipennis ingår i släktet Cinetus, och familjen hyllhornsteklar. Arten är reproducerande i Sverige.